# Horst Zwengel
Horst Zwengel (* 14. Januar 1937 in Clausmühlen/Memelland; † 6. August 2020) war ein Hamburger Politiker (Partei Rechtsstaatlicher Offensive, Pro DM).
Zwengel war von Oktober 2001 bis März 2004 Mitglied der Bürgerschaft der Freien und Hansestadt Hamburg. Als Landtagsabgeordneter war er Mitglied des Eingabenausschusses. Zwengel war bis Dezember 2003 Mitglied der Partei Rechtsstaatlicher Offensive und deren Fraktion in der Hamburgischen Bürgerschaft. Im Dezember 2003 trat er mit fünf weiteren Abgeordneten aus der Partei und aus der Fraktion aus und war fortan Mitglied der Pro DM.
Zwengel war verheiratet und hatte ein erwachsenes Kind. Er war Bau-Ingenieur und lebte im Ruhestand.
| Personendaten    | Personendaten                      |
| ---------------- | ---------------------------------- |
| NAME             | Zwengel, Horst                     |
| KURZBESCHREIBUNG | deutscher Politiker (Pro DM), MdHB |
| GEBURTSDATUM     | 14. Januar 1937                    |
| GEBURTSORT       | Clausmühlen, Memelland             |
| STERBEDATUM      | 6. August 2020                     |